# Алабастрон

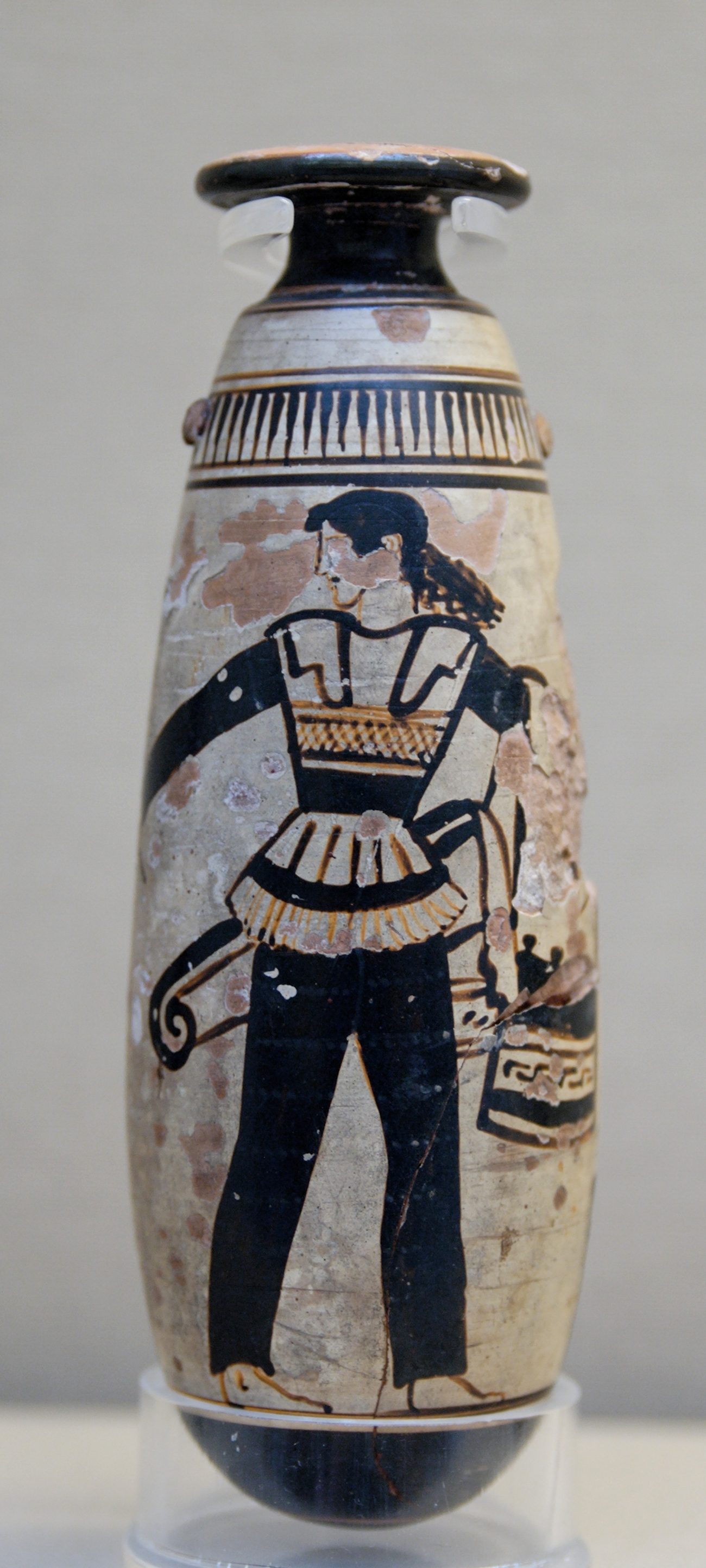
Алабастрон із зображенням Амазонки

Алабастрон (грец. αλάβαστρον) — давньогрецька посудина, грушеподібна або витягнута, циліндричної форми з округлим дном. На відміну від ритону алабастрон може стояти вертикально. Алабастрони використовувалися для зберігання ароматичних речовин і рідин, переважно жінками. Чоловіки користувалися в аналогічних випадках арибалами.
Зразком для форми алабастрона послужила форма посудин в Єгипті, які там виготовлялися з алебастру, якому й зобов'язані своєю назвою. Алабастрони виявляли під час розкопок некрополів Кносса і Феста на острові Крит, вони датовані 1900—1300 до н. е. Головними мотивами вазопису критських алабастронів були зображеннями птахів, риб та восьминогів у палацовому стилі.